# Бентон (округ, Айова)
Бе́нтон (англ. Benton County) — округ в США, штате Айова. На 2000 год численность населения составляла 25 307 человек. По оценке бюро переписи населения США в 2009 году население округа составляло 26 734 человек. Окружным центром является город Винтон.

## История
Округ Бентон был сформирован 21 декабря 1837 года.

## География
Согласно данным Бюро переписи населения США площадь округа Бентон составляет 1855 км².

### Основные шоссе
- Федеральная автострада 380/Автострада 27
- Шоссе 30
- Шоссе 151
- Шоссе 218
- Автострада 8
- Автострада 21
- Автострада 150

### Соседние округа
- Блэк-Хок  (северо-запад)
- Бьюкенен  (северо-восток)
- Линн  (восток)
- Айова  (юг)
- Тейма  (запад)

## Демография
По данным переписи населения 2000 года в округе проживало 25 307 жителей. Среди них 24,6 % составляли дети до 18 лет, 14,8 % люди возрастом более 65 лет. 49,8 % населения составляли женщины.
Национальный состав был следующим: 98,4 % белых, 0,5 % афроамериканцев, 0,2 % представителей коренных народов, 0,2 % азиатов, 0,9 % латиноамериканцев. 0,7 % населения являлись представителями двух или более рас.
Средний доход на душу населения в округе составлял $18891. 8,0 % населения имело доход ниже прожиточного минимума. Средний доход на домохозяйство составлял $57029.
Также 87,8 % взрослого населения имело законченное среднее образование, а 13,9 % имело высшее образование.